# Entrena

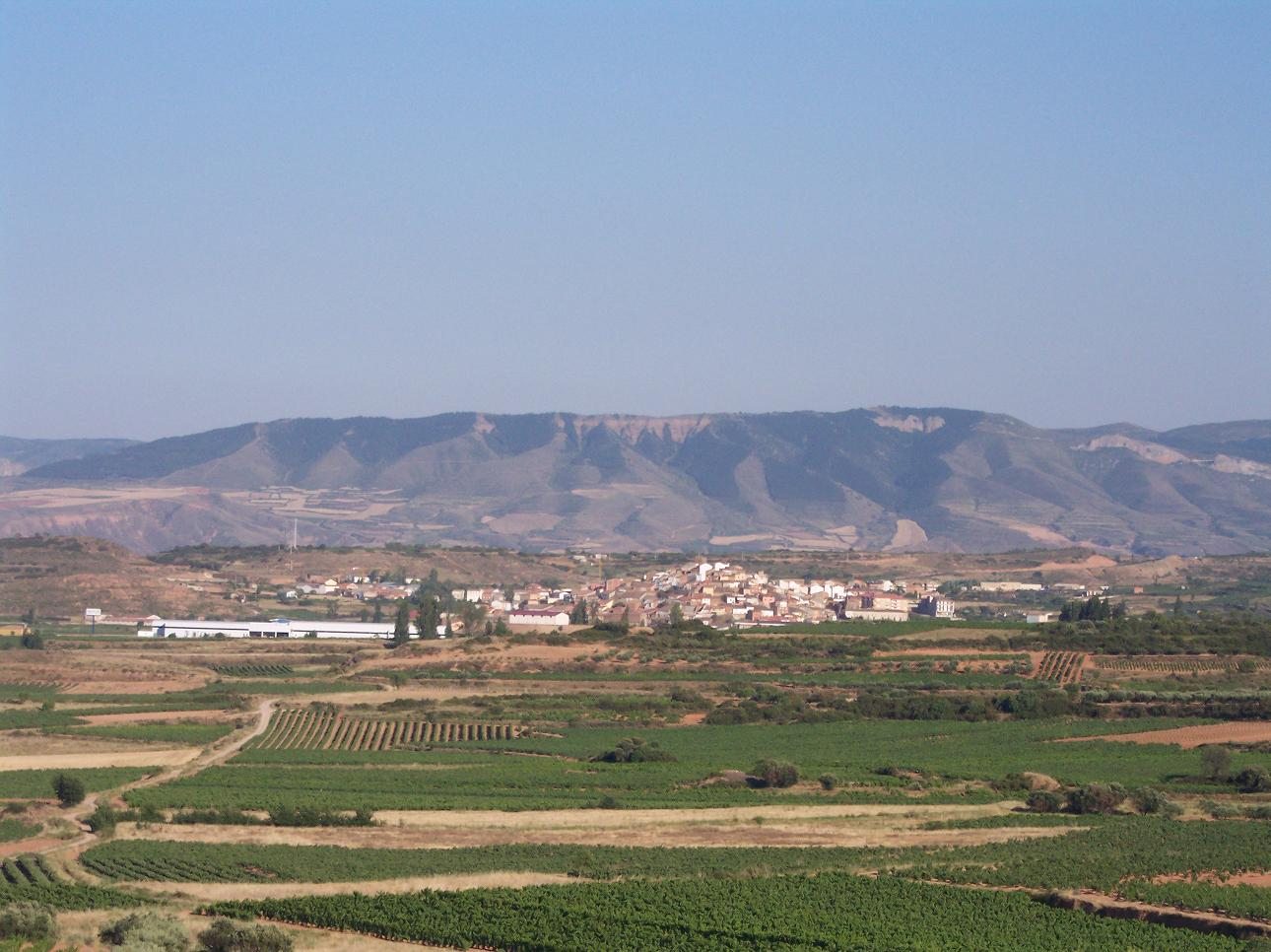
Entrena

Entrena – miasto w północnej Hiszpanii, w regionie La Rioja. 